# Национальная баскетбольная лига (Австралазия)
Чемпионат Австралазии по баскетболу или Национальная баскетбольная лига Австралазии (англ. National Basketball League, NBL, также по спонсорским причинам называется англ. iiNet NBL Championship) — элитный (высший) дивизион в системе профессионального баскетбола Австралазии. В настоящее время в лиге выступает девять команд, из которых восемь представляют Австралию и одна - Новую Зеландию. Команды представляют Аделаиду, Окленд, Кэрнс, Голд-Кост, Мельбурн, Перт, Сидней, Таунсвилл и Вуллонгонг. Период 2008-09 годов ознаменовался выходом из лиги ряда команд, в том числе из Сиднея, Мельбурна и Брисбена. Вторая команда из Мельбурна, «Саут Дрэгонз» присоединилась к ассоциации в сезоне 2006-07 годов, однако уже в сезоне 2008-09 вышла из неё. Национальная баскетбольная ассоциация стала первой лигой в Австралазии, в розыгрыше которой принимала участие команда из Азии - в сезонах 2006-07 и 2007-08 здесь выступал клуб «Сингапур Слингерс». В сезоне 2007-08 в чемпионат заявилась команда «Голд Кост Блэйз». В сезоне 2010-11 годов в лигу вернулась команда «Сидней Кингз».
В большинстве команд выступает 1-2 американских игрока; при этом количество легионеров в командах ограничено. Также нельзя выпускать на поле двух легионеров одновременно. Некоторые из легионеров приехали в Австралию на постоянное место жительство и получили австралийское гражданство, некоторые даже выступают за национальную сборную. Законодательство позволяет только одному натурализованному игроку принимать участие в играх сборной.
Наиболее сильными с точки зрения игроков и клубов сезонами в лиге был ряд чемпионатов конца 1980-х - начала 1990-х годов, в настоящее время клубы не очень большие, часть из них прекращает существование и даже не доигрывает чемпионат. Ранее основным спонсором турнира была компания Mitsubishi Motors. Когда канал ABC прекратил показ игр по телевидению, Mitsubishi решила прекратить сотрудничество с лигой.
В 2010 году чемпионат вновь вернулся на телевидение, игры стали транслироваться в прямом эфире в Австралии в первый раз за последние девять лет - канал One HD начал показ 2-3 матчей в неделю.

## История
Лига была открыта в 1979, первоначально матчи проводились в зимний сезон (апрель–сентябрь). В юбилейном 20 сезоне 1998/99 формат был изменен на летний (октябрь–апрель). Такого рода временной сдвиг был связан с проведением чемпионата по футболу, который проводился в одно время с баскетбольным.
Несмотря на это, начало сезона 2004-05 в лиге было связано с борьбой телеканала Fox Sports и многолетним спонсором спортивных соревнований, компанией Philips. В 2007 году Philips объявила о том, что не будет продолжать титульное спонсорство после окончания контракта в июне и намерена пересмотреть спонсорскую сделку с НБЛ. 18 сентября 2007 года НБЛ объявила о том, что титульным спонсором сезона 2007-08 будет компания Hummer.

## Клубы
Команды участвующие в сезоне 2018/2019
| Клуб                  | Основан | Годы в лиге          | Город, штат                   | Арена                                                                 | Вместимость  |
| --------------------- | ------- | -------------------- | ----------------------------- | --------------------------------------------------------------------- | ------------ |
| Аделаида Фёти Сиксерс | 1982    | 1982–н.в.            | Аделаида, Южная Австралия     | Тайтэниум Секьюрити Арена                                             | 8 000        |
| Брисбен Буллетс       | 1979    | 1979–2008, 2016–н.в. | Брисбен, Квинсленд            | Выставочный и конференц-центр Брисбена Развлекательный центр Брисбена | 4 000 14 500 |
| Иллаварра Хокс        | 1979    | 1979–н.в.            | Вуллонгонг, Новый Южный Уэльс | Развлекательный центр WIN                                             | 6 000        |
| Кэрнс Тайпанс         | 1999    | 1999–н.в.            | Кэрнс, Квинсленд              | Конференц-центр Кэрнса                                                | 5 300        |
| Мельбурн Юнайтед      | 1984    | 1984–н.в.            | Мельбурн, Виктория            | Мельбурн Арена Нетбольный и хоккейный центр штата                     | 10 500 3 500 |
| Нью-Зиланд Брейкерс   | 2003    | 2003–н.в.            | Окленд, Новая Зеландия        | Эвентфайнда Стэдиум Спарк Арена                                       | 4 400 9 300  |
| Перт Уайлдкэтс        | 1982    | 1982–н.в.            | Перт, Западная Австралия      | Перт Арена                                                            | 14 846       |
| Сидней Кингз          | 1988    | 1988–2008, 2010–н.в. | Сидней, Новый Южный Уэльс     | Кудос Банк Арена                                                      | 18 200       |

### Будущие клубы
2 сентября 2018 года НБЛ объявила, что в сезоне 2019/2020 к лиге присоединится новый клуб «Саус-Ист Мельбурн Финикс» из Мельбурна (Виктория), который будет выступать на «Мельбурн Арене» (10 500).

### Расформированные клубы
| Клуб                                                                   | Город, штат                        | Годы в НБЛ | История |
| ---------------------------------------------------------------------- | ---------------------------------- | ---------- | --- |
| Бэнкстаун Брюинс / Уэст Сидней Уэстарз                                 | Бэнкстаун, Новый Южный Уэльс       | 1979–1987  | Переименован в «Уэст Сидней Уэстарз» в 1986 году. Слился с «Сидней Суперсоникс» для создания «Сидней Кингз» в 1988 году |
| Виктория Тайтэнс / Виктория Джайентс                                   | Мельбурн, Виктория                 | 1998–2004  | Сформирован слиянием «Саус-Ист Мельбурн Мэджик» и «Норт Мельбурн Джайентс». Переименован в «Виктория Джайентс» в 2002 году |
| Гленелг Тайгерс                                                        | Гленелг, Южная Австралия           | 1979       | Провёл свой дебютный сезоне и больше никогда не участвовал в НБЛ |
| Голд-Кост Блэйз                                                        | Голд-Кост, Квинсленд               | 2007–2012  | |
| Голд-Кост Кугарс / Голд-Кост Роллерс                                   | Голд-Кост, Квинсленд               | 1990–1996  | В 1991 году переименован в «Голд-Кост Роллерс» |
| Девонпорт Уорриорз                                                     | Девонпорт, Тасмания                | 1983–1984  | |
| Джелонг Кэтс / Джелонг Суперкэтс                                       | Джелонг, Виктория                  | 1982–1996  | В 1988 году переименован в «Джелонг Суперкэтс» |
| Канберра Кэннонс                                                       | Канберра, Новый Южный Уэльс        | 1979–2003  | Отпраздновал свою 20-ю годовщину в 1998 году как один из четырёх клубов-основателей оставшихся в лиге. Из-за проблем с финансирование в 2003 году переехал в Ньюкасл, где стал выступать под именем «Хантер Пайрэтс». Перед началом сезона 2006/07 переехал в Сингапур и стал называться «Сингапур Слингерс», который в 2009 году вышел из состава лиги и перешёл в ABL (Баскетбольная лига Юго-Восточной Азии) |
| Кобург Джайентс / Норт Мельбурн Джайентс                               | Северный Мельбурн, Виктория        | 1980–1998  | Переименован в «Норт Мельбурн Джайентс» в 1987 году. Слился с «Саус-Ист Мельбурн Мэджик» для создания «Виктория Тайтэнс» |
| Лонсестон Казино Сити Тайгерс                                          | Лонсестон, Тасмания                | 1980–1982  | Присоединился к НБЛ в 1980 году и уже в 1981 выиграл чемпионат, а в 1982 - прекратил существование |
| Нанавадинг Спектрес / Истсайд Мельбурн Спектрес                        | Нанавадинг, Виктория               | 1979–1991  | Переименован в «Истсайд Мельбурн Спектрес» в 1987 году. Слился с «Саутерн Мельбурн Сэйнтс» для создания «Саус-Ист Мельбурн Мэджик» в 1992 году |
| Ньюкасл Фэлконс                                                        | Ньюкасл, Новый Южный Уэльс         | 1979–1999  | Один из клубов-основателей НБЛ. Отметил свою 20-ю годовщину в 1998 году, но после этого провёл лишь один год в лиге |
| Саус Драгонз                                                           | Мельбурн, Виктория                 | 2006–2009  | Получил вакантную лицензию после расформирования «Виктория Джайентс». Клуб стал чемпионом в сезоне 2008/09, но решили не заявляться в НБЛ на следующий сезон, сославшись на неудовлетворение руководством лиги. После этого им не разрешалось участвовать в лиге |
| Саус-Ист Мельбурн Мэджик                                               | Мельбурн, Виктория                 | 1992–1998  | Сформировалось в результате слияния «Истсайд Мельбурн Спектрес» и «Саутерн Мельбурн Сэйнтс». Слился с «Норт Мельбурн Джайентс» для создания «Виктория Тайтэнс» в 1998 году |
| Сент-Килда Сэйнтс / Уэстсайд Мельбурн Сэйнтс / Саутерн Мельбурн Сэйнтс | Мельбурн, Виктория                 | 1979–1991  | Переименован в «Уэстсайд Мельбурн Сэйнтс» в 1987 году, в «Саутерн Мельбурн Сэйнтс» - в 1991. Слился с «Истсайд Мельбурн Спектрес» для создания «Саус-Ист Мельбурн Мэджик» в 1992 году |
| Сингапур Слингерс                                                      | Сингапур                           | 2006–2008  | Приобрёл лицензию от «Хантер Пайрэтс», став первой азиатской командой, которая вошла в НБЛ. Клуб решил выйти из состава лиги из-за международных рейсов в Австралию и Новую Зеландию. С 2009 года выступает в ABL (Баскетбольная лига Юго-Восточной Азии) |
| Сити оф Сидней Астроноутс / Сидней Суперсоникс                         | Сидней, Новый Южный Уэльс          | 1979–1987  | Переименован в «Сидней Суперсоникс» в 1982 году. Слился с «Уэст Сидней Уэстарз» для создания «Сидней Кингз» в 1988 году |
| Таунсвилл Санс / Таунсвилл Крокодайлс                                  | Таунсвилл, Квинсленд               | 1993–2016  | |
| Уэст Аделаида Бэаркэтс                                                 | Аделаида, Южная Австралия          | 1979–1984  | Вышел из состава НБЛ после сезона 1984 года и слился с «Аделаида Фёти Сиксерс» |
| Уэст Сидней Рэйзорбакс / Сидней Спирит                                 | Западный Сидней, Новый Южный Уэльс | 1998–2008  | Переименован в «Сидней Спирит» в 2007 году |
| Уэст Торренс Иглз / Форествилл Иглз                                    | Уэйвилл, Южная Австралия           | 1980–1981  | Переименован в «Форествилл Иглз» в 1981 году. Вышел из состава НБЛ в 1982 году и стал основой для «Аделаида Сити Иглз», который в 1983 был переименован в «Аделаида Фёти Сиксерс» |
| Франкстон Бэарс                                                        | Франкстон, Виктория                | 1983–1984  | |
| Хантер Пайрэтс                                                         | Ньюкасл, Новый Южный Уэльс         | 2004–2006  | Приобрёл лицензию «Канберра Кэннонс», провёл в НБЛ 3 сезона. Перед началом сезона 2006/07 переехал в Сингапур и стал называться «Сингапур Слингерс», который в 2009 году вышел из состава лиги и перешёл в ABL (Баскетбольная лига Юго-Восточной Азии) |
| Хобарт Дэвилз / Хобарт Тасси Дэвилз                                    | Хобарт, Тасмания                   | 1983–1996  | Переименован в «Хобарт Тасси Дэвилз» в 1987 году, в 1996 снова назывался «Хобарт Дэвилз» |

## Администрирование

### Команды
Сумма премиальных за выигрыш Лиги за 2006–07 составляла 776 тыс. австралийских долларов, в сезоне 2007–08 она выросла до 810 тыс. В целом это объяснялось увеличением числа команд Лиги. В сезоне 2009–10 она достигла уровня в 1 млн.австралийских долл.

## Сотрудничество с телекомпаниями

### Подробности сотрудничества
Текущий сезон 2010/11 года в Лиге освещается следующим образом: зрители могут увидеть как минимум 2 игры в неделю или три игры в течение одной-двух недель (такая ситуация возникла из-за команды «Нью-Зиланд Брейкерс», которая продает права на трансляции самостоятельно компании Sky TV), матчи показывает One HD - это специализированный канал спортивного вещания, который работает показывает трансляции в качестве HD и является подразделением Network Ten. Канал впервые начал демонстрировать баскетбольные матчи чемпионата Австралии и Новой Зеландии по бесплатному каналу с 2001 года, когда баскетбольный бум в этих странах закончился. При этом в 2007 году канал Channel Nine владел правами на показ одной игры в неделю. Сделка, которая была заключена с One HD, распространяется на все баскетбольные турниры до конца сезона 2014/15, в котором будут показаны пять матчей в неделю.
Игра «Мельбурн Тайгерс»/«Сидней Кингз» была первый раз с 1997 года показана на Network Ten в День Австралии.
Некоторые клубы проводят прямые трансляции, которые обычно обслуживают радиостанции.

### История показов матчей Лиги
- Māori Television (Новая Зеландия), 2007–2010
- Sky Sport (Новая Зеландия), 2011 – н.в.
- ABC TV/ABC1, 1979–1987
- Seven Network, 1988–1991
- Network Ten, 1992–1997
- Fox Sports, 1995–2010
- ABC TV/ABC1 late 1998-early 2001
- Nine Network, 2007 (одна игра в неделю)
- Network Ten / ONE HD (2010–н.в.)

## Список чемпионов
| Команда                  | Титулы | Сезон                                                      | Примечания                                        |
| ------------------------ | ------ | ---------------------------------------------------------- | ------------------------------------------------- |
| Перт Уайлдкэтс           | 10     | 1990, 1991, 1995, 2000, 2010, 2014, 2016, 2017, 2019, 2020 |                                                   |
| Аделаида 36ers           | 4      | 1986, 1998, 1999, 2002                                     |                                                   |
| Мельбурн Тайгерс         | 4      | 1993, 1997, 2006, 2008                                     |                                                   |
| Нью-Зиланд Брейкерс      | 4      | 2011, 2012, 2013, 2015                                     |                                                   |
| Канберра Кэннонс         | 3      | 1983, 1984, 1988                                           | В 2003 году стали называться Хантер Пирэйтс       |
| Сидней Кингз             | 3      | 2003, 2004, 2005                                           |                                                   |
| Брисбен Баллетс          | 3      | 1985, 1987, 2007                                           | Расформирована в 2008                             |
| Ст. Килда Сэйнтс         | 2      | 1979, 1980                                                 | В 1987 году стали называться Уэстсайд Сэйнтс      |
| Норт Мельбурн Джайантс   | 2      | 1989, 1994                                                 | В 1998 году объединены, появился Виктория Тайтанс |
| Саут Ист Мельбурн Мэджик | 2      | 1992, 1996                                                 | В 1998 году объединены, появился Виктория Тайтанс |
| Лончестон Казино Сити    | 1      | 1981                                                       | Расформирована в 1983                             |
| Уэст Аделаида Биркэтс    | 1      | 1982                                                       | В 1984 году вышла из состава Лиги                 |
| Вуллонгонг Хокс          | 1      | 2001                                                       |                                                   |
| Саут Дрэгонс             | 1      | 2009                                                       | В 2009 году вышла из состава Лиги                 |
| Мельбурн Юнайтед         | 1      | 2018                                                       |                                                   |

## Финалы
| Сезон   | Чемпион                  | Результат | Финалист                  | Примечания                                                                              |
| ------- | ------------------------ | --------- | ------------------------- | --------------------------------------------------------------------------------------- |
| 1979    | Ст.Килда Сэйнтс          | 94 – 93   | Канберра Кэннонс          | Одна игра финала. Место проведения: Стадион Альберт Парк, Мельбурн                      |
| 1980    | Ст.Килда Сэйнтс          | 113 – 88  | Уэст Аделаида Биркэтс     | Место проведения: Стадион Даулинг Стрит, Лончестон                                      |
| 1981    | Лончестон Казино Сити    | 75 – 54   | Нунавадинг Спектрес       | Место проведения: Аполло (стадион), Аделаида                                            |
| 1982    | Уэст Аделаида Биркэтс    | 80 – 74   | Джелонг Суперкэтс         | Место проведения: Баскетбольная арена Ньюкасла, Ньюкасл                                 |
| 1983    | Канберра Кэннонс         | 75 – 73   | Уэст Аделаида Биркэтс     | Место проведения: Стадион Килсит, Мельбурн                                              |
| 1984    | Канберра Кэннонс         | 84 – 82   | Брисбен Баллетс           | Место проведения: Глассхаус, Мельбурн                                                   |
| 1985    | Брисбен Баллетс          | 121 – 95  | Аделаида 36ers            | Место проведения: Чендлер Арена, Брисбен                                                |
| 1986    | Аделаида 36ers           | 2 – 1     | Брисбен Баллетс           | Финальная серия до трех побед.                                                          |
| 1987    | Брисбен Баллетс          | 2 – 0     | Перт Уайлдкэтс            |                                                                                         |
| 1988    | Канберра Кэннонс         | 2 – 1     | Норт Мельбурн Джайантс    |                                                                                         |
| 1989    | Норт Мельбурн Джайантс   | 2 – 1     | Канберра Кэннонс          |                                                                                         |
| 1990    | Перт Уайлдкэтс           | 2 – 1     | Брисбен Баллетс           |                                                                                         |
| 1991    | Перт Уайлдкэтс           | 2 – 1     | Истсайд Мельбурн Спектрес |                                                                                         |
| 1992    | Саут Ист Мельбурн Мэджик | 2 – 1     | Мельбурн Тайгерс          |                                                                                         |
| 1993    | Мельбурн Тайгерс         | 2 – 1     | Перт Уайлдкэтс            |                                                                                         |
| 1994    | Норт Мельбурн Джайантс   | 2 – 0     | Аделаида 36ers            |                                                                                         |
| 1995    | Перт Уайлдкэтс           | 2 – 1     | Норт Мельбурн Джайантс    |                                                                                         |
| 1996    | Саут Ист Мельбурн Мэджик | 2 – 1     | Мельбурн Тайгерс          |                                                                                         |
| 1997    | Мельбурн Тайгерс         | 2 – 1     | Саут Ист Мельбурн Мэджик  |                                                                                         |
| 1998    | Аделаида 36ers           | 2 – 0     | Саут Ист Мельбурн Мэджик  |                                                                                         |
| 1998/99 | Аделаида 36ers           | 2 – 1     | Виктория Тайтанс          |                                                                                         |
| 1999/00 | Перт Уайлдкэтс           | 2 – 0     | Виктория Тайтанс          |                                                                                         |
| 2000/01 | Вуллонгонг Хокс          | 2 – 1     | Таунсвилл Крокодайлс      |                                                                                         |
| 2001/02 | Аделаида 36ers           | 2 – 1     | Уэст Сидней Рэйзорбэкс    |                                                                                         |
| 2002/03 | Сидней Кингз             | 2 – 0     | Перт Уайлдкэтс            |                                                                                         |
| 2003/04 | Сидней Кингз             | 3 – 2     | Уэст Сидней Рэйзорбэкс    | Финальная серия до трёх побед.                                                          |
| 2004/05 | Сидней Кингз             | 3 – 0     | Вуллонгонг Хокс           |                                                                                         |
| 2005/06 | Мельбурн Тайгерс         | 3 – 0     | Сидней Кингз              |                                                                                         |
| 2006/07 | Брисбен Баллетс          | 3 – 1     | Мельбурн Тайгерс          |                                                                                         |
| 2007/08 | Мельбурн Тайгерс         | 3 – 2     | Сидней Кингз              |                                                                                         |
| 2008/09 | Саут Дрэгонс             | 3 – 2     | Мельбурн Тайгерс          | Пятая игра серии стала последней игрок для «Саут Дрэгонс», затем они покинули Лигу.     |
| 2009/10 | Перт Уайлдкэтс           | 2 – 1     | Вуллонгонг Хокс           | Финальная серия до двух побед.                                                          |
| 2010/11 | Нью-Зиланд Брейкерс      | 2 – 1     | Кэрнс Тайпанс             | Первая команда из Новой Зеландии, побеждавшая в австралийских спортивных соревнованиях. |
| 2011/12 | Нью-Зиланд Брейкерс      | 2 – 1     | Перт Уайлдкэтс            |                                                                                         |
| 2012/13 | Нью-Зиланд Брейкерс      | 2 – 0     | Перт Уайлдкэтс            |                                                                                         |
| 2013/14 | Перт Уайлдкэтс           | 2 – 1     | Аделаида 36ers            |                                                                                         |
| 2014/15 | Нью-Зиланд Брейкерс      | 2 – 0     | Кэрнс Тайпанс             |                                                                                         |
| 2015/16 | Перт Уайлдкэтс           | 2 – 1     | Нью-Зиланд Брейкерс       |                                                                                         |
| 2016/17 | Перт Уайлдкэтс           | 3 – 0     | Вуллонгонг Хокс           |                                                                                         |
| 2017/18 | Мельбурн Юнайтед         | 3 – 2     | Аделаида 36ers            |                                                                                         |
| 2018/19 | Перт Уайлдкэтс           | 3 – 0     | Мельбурн Юнайтед          |                                                                                         |
| 2019/20 | Перт Уайлдкэтс           | 2 – 1     | Сидней Кингз              | Сезон остановлен во время финальной серии на фоне пандемии коронавируса                 |

## Зал славы
В 1998 году Чемпионат Австралии праздновал 20-ю годовщину с момента создания Лиги. Одной из церемоний стало открытие Зала славы, в котором были бы представлены выдающиеся игроки, тренеры, судьи и баскетбольные функционеры.
Были созданы следующие критерии отбора в Зал славы:
- Игрок должен внести существенный вклад в развитие чемпионата, на момент принятия в Зал завершить карьеру как минимум четыре года назад, отыграть более 100 матчей в чемпионате. Завершить карьеру.
- Тренер должен внести существенный вклад в развитие чемпионата, на момент принятия в Зал завершить карьеру как минимум четыре года назад, тренировать команды чемпионата 10 сезонов и более.
- Судья должен внести существенный вклад в развитие чемпионата, на момент принятия в Зал завершить карьеру как минимум четыре года назад.
- Функционер должен внести существенный вклад в развитие чемпионата, мог быть принят в Зал славы в любое время.

В 2010 году Баскетбольный Зал славы Австралии был объединён с Залом славы Чемпионата Австралазии, было оставлено название Австралийский баскетбольный Зал славы.
Включенные в Зал славы персоналии представлены ниже согласно английской транскрипции.
| Имя            | Амплуа     | Принят |
| -------------- | ---------- | ------ |
| Барри Барнс    | Тренер     | 1998   |
| Рэй Борнер     | Игрок      | 2006   |
| Кал Брутон     | Игрок      | 1998   |
| Стив Карфино   | Игрок      | 2004   |
| Уэйн Кэролл    | Игрок      | 1999   |
| Эдди Крауч     | Судья      | 2007   |
| Ян Дэвис       | Игрок      | 2001   |
| Марк Дэвис     | Игрок      | 2006   |
| Скотт Фишер    | Игрок      | 2007   |
| Эл Грин        | Игрок      | 1999   |
| Майкл Джонсон  | Игрок      | 2004   |
| Дэмьян Ког     | Игрок      | 2000   |
| Брайан Керли   | Судья      | 2006   |
| Лерой Логгинс  | Игрок      | 2006   |
| Хёрб Макичин   | Игрок      | 1998   |
| Дэнни Морсо    | Игрок      | 2002   |
| Билл Палмер    | Функционер | 1998   |
| Дэррил Пирс    | Игрок      | 2002   |
| Джон Рашке     | Функционер | 1998   |
| Ларри Сэндсток | Игрок      | 2001   |
| Фил Смит       | Игрок      | 2000   |
| Малькольм Спид | Функционер | 2000   |
| Боб Тёрнер     | Тренер     | 2000   |
| Эндрю Влахов   | Игрок      | 2007   |

## Награды
- Сборная 25-й годовщины создания Лиги (2003)
- Сборная 20-й годовщины создания Лиги (1998)
- MVP Чемпионата
- MVP Финала
- Тренер года
- Новичок года
- Самый прогрессирующий игрок
- Лучший защитник
- Лучший шестой игрок
- Первая пятёрка Лиги

## Матч всех звёзд
Матч Всех Звёзд проводится ежегодно. Ранее в матче принимали участие сборные Запада и Востока, однако сейчас он проводится между сборной местных игроков (Все Звёзды Австралии, англ. Aussie All-Stars) и сборной легионеров (Все Звёзды Мира, англ. World All-Star).